# The Endless River
The Endless River är ett studioalbum av den brittiska rockgruppen Pink Floyd, utgivet den 7 november 2014. Det är bandets femtonde i ordningen och släpptes genom Parlophone och Columbia Records.
The Endless River är det första studioalbumet av Pink Floyd efter keyboardisten och originalmedlemmen Richard Wrights död 2008. Wright medverkar postumt och albumet har beskrivits som en "svanesång" för honom. De två återstående medlemmarna David Gilmour och Nick Mason är med på skivan, som är den tredje efter Roger Waters avhopp från gruppen 1985.
Låtarna är mestadels instrumentala och är baserade på 20 timmars outgivet material som bandet skrev, spelade in och producerade med Wright under arbetet med deras tidigare studioalbum The Division Bell från 1994.
Enligt Gilmour kommer The Endless River att bli Pink Floyds sista album: "Jag tror vi har lyckats rekvirera det bästa av det som finns ... Det är synd, men detta är slutet."
Skivomslaget är gjort av konstnären Ahmed Emad Eldin. 

## Låtlista
- Sida 1

1. "Things Left Unsaid..." – 4:24 (David Gilmour, Richard Wright)
2. "It's What We Do" – 6:21 (Gilmour, Wright)
3. "Ebb and Flow" – 1:50 (Gilmour, Wright)

- Sida 2

1. "Sum" – 4:49 (Gilmour, Nick Mason, Wright)
2. "Skins" – 2:37 (Gilmour, Mason, Wright)
3. "Unsung" – 1:06 (Wright)
4. "Anisina" – 3:15 (Gilmour)

- Sida 3

1. "The Lost Art of Conversation" – 1:43 (Wright)
2. "On Noodle Street" – 1:42 (Gilmour, Wright)
3. "Night Light" – 1:42 (Gilmour, Wright)
4. "Allons-Y (1)" – 1:56 (Gilmour)
5. "Autumn '68" – 1:35 (Wright)
6. "Allons-Y (2)" – 1:35 (Gilmour)
7. "Talkin' Hawkin" – 3:25 (Gilmour, Wright)

- Sida 4

1. "Calling" – 3:38 (Gilmour, Anthony Moore)
2. "Eyes to Pearls" – 1:51 (Gilmour)
3. "Surfacing" – 2:46 (Gilmour)
4. "Louder than Words" – 6:32 (Gilmour, Polly Samson)

- Bonusskiva

1. "TBS9" - 2:27 (Gilmour, Wright)
2. "TBS14" - 4:11 (Gilmour, Wright)
3. "Nervana" - 5:39 (Gilmour)

## Medverkande
Pink Floyd
- David Gilmour – gitarr, sång, keyboard, piano, bas, (låt 2 och 7), voice samples
- Nick Mason – trummor, percussion, voice samples
- Richard Wright – orgel, piano, keyboard, synthesiser, voice samples

Andra musiker
- Guy Pratt - bas
- Bob Ezrin - bas, keyboard
- Andrew Jackson - bas, effects
- Jon Carin - synthesiser, percussion
- Damon Iddins – keyboard
- Anthony Moore – keyboard
- Gilad Atzmon – tenorsaxofon, klarinett
- Escala (grupp):
  - Chantal Leverton – viola
  - Victoria Lyon – violin
  - Helen Nash – cello
  - Honor Watson – violin
- Durga McBroom – bakgrundssång
- Louise Marshal – bakgrundssång
- Sarah Brown – bakgrundssång
- Stephen Hawking – voice sample

Produktion
- David Gilmour
- Phil Manzanera
- Youth
- Andy Jackson
- Damon Iddins

Design
- Aubrey Powell
- Stylorouge
- Ahmed Emad Eldin